# Серафимовка (Балаклейский район)
Серафимовка (укр. Серафимівка), село, 
Пятигорский сельский совет,
Балаклейский район,
Харьковская область.
Код КОАТУУ — 6320286003. Население по переписи 2001 г. составляет 7 (4/3 м/ж) человек.

## Географическое положение
Через село Серафимовка протекает пересыхающий ручей, на котором сооружены запруды.
В 3 км находится с. Пятигорское.
Вокруг села находится большое количество газовых скважин. Рядом проходит газопровод.